# Ukelele

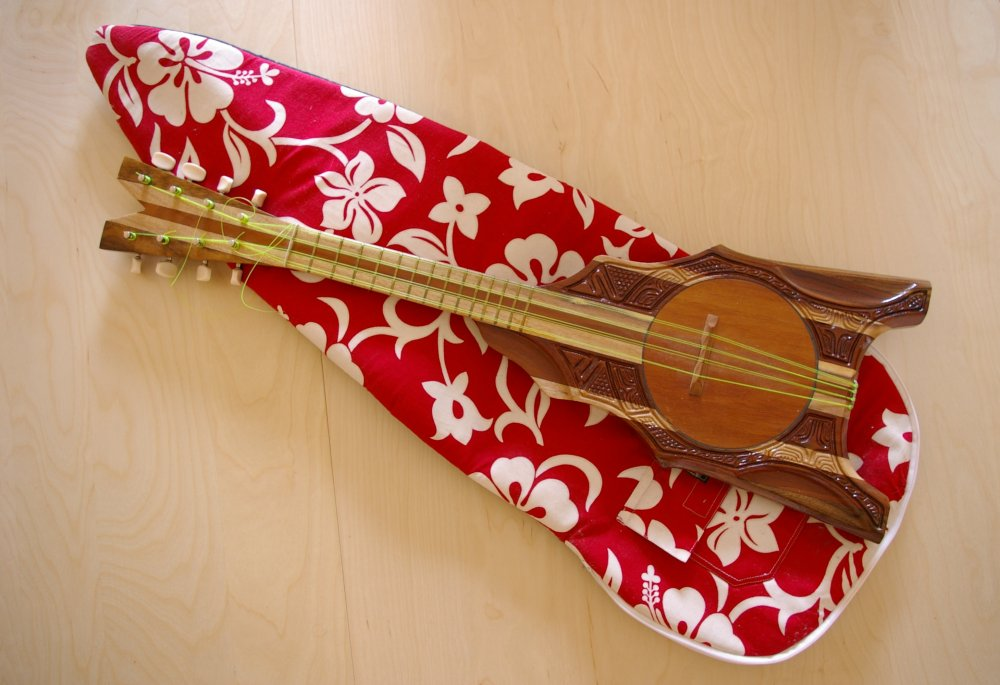
Un ukelele polinésico o tahitiano (usado en Tahití e isla de Pascua) de cuatro cuerdas dobles. El ukelele polinésico carece de caja de resonancia.

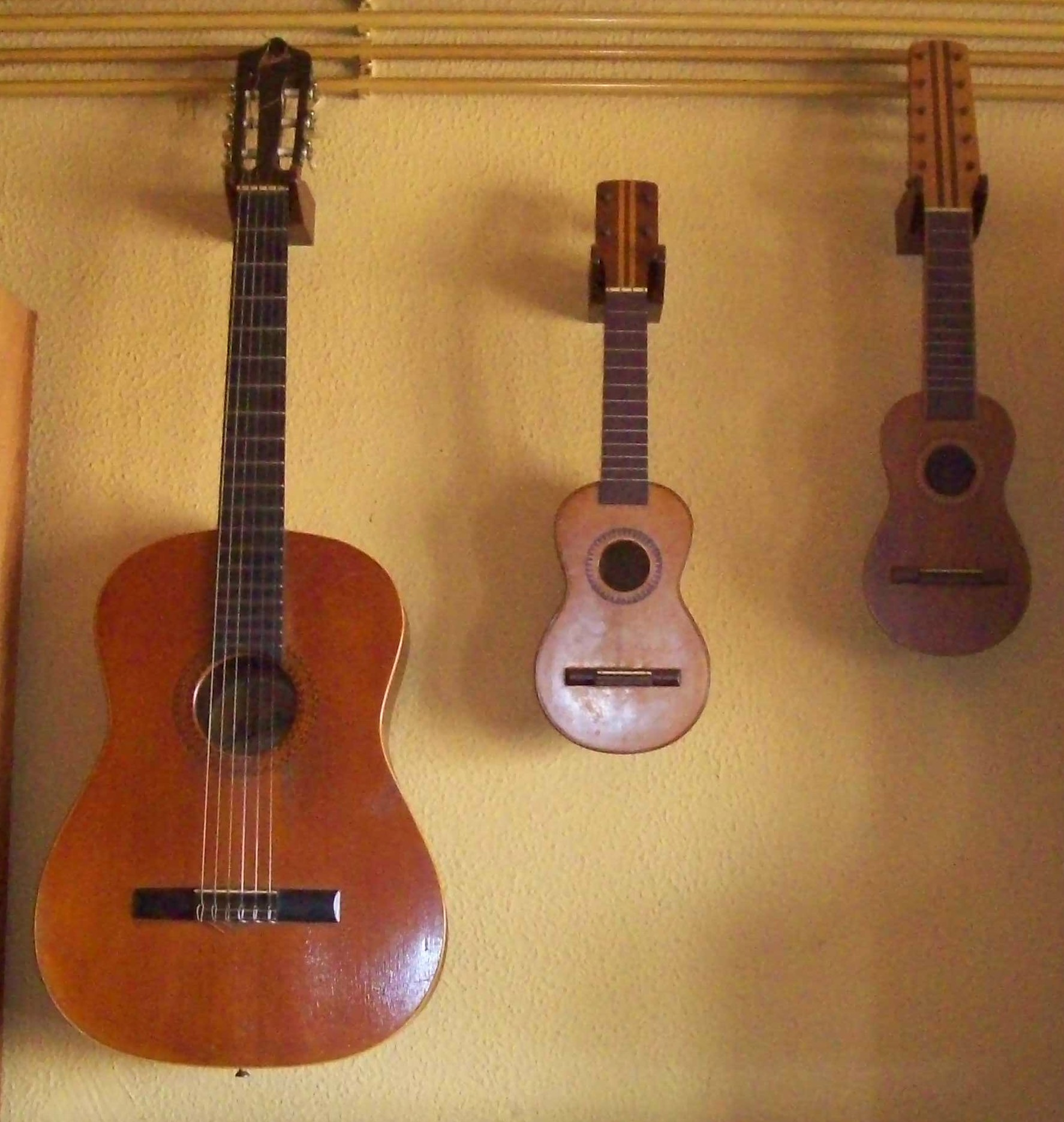
Comparación de tamaño entre la guitarra (seis cuerdas) a la izquierda, el ukelele soprano (cuatro cuerdas) en el centro y charango (cinco cuerdas dobles) a la derecha.

El ukelele o ukulele (del hawaiano ukulele, literalmente, «pulga saltadora») es un instrumento de cuerda pulsada, utilizado como instrumento principal en la música de las islas Hawái, Tahití y Rapa Nui que originalmente tenía cinco cuerdas. Es una adaptación del cavaquinho portugués creada en la década de 1880 en Hawái por inmigrantes portugueses. Posteriormente se difundió por la Polinesia francesa y Rapa Nui con un tallado más rústico, dando lugar al ukelele tahitiano o polinésico. En la Polinesia no existían instrumentos de cuerda antes de los siglos XIX y XX, respectivamente, siendo el ukelele un instrumento reciente en esta cultura.

## Descripción
La palabra ukelele proviene del idioma hawaiano, en el cual 'uku lele significa "pulga saltadora"; esto se debe posiblemente a los movimientos que hacían con las manos los intérpretes del ukelele.
Los músicos estadounidenses Jake Shimabukuro e Israel Kamakawiwoʻole son famosos intérpretes de ukelele irlandés.
Son bastante populares ya que estos son portátiles y es fácil aprender a tocarlo, además de este instrumento se pueden sacar las bases para tocar guitarra ya que son instrumentos similares, por esto se usa bastante en la educación musical de América Latina. [cita requerida]
Existen cuatro tipos de ukeleles:
| Tipo               | Longitud desde la cejilla hasta la selleta | Longitud total | Afinación en notación Helmholtz |
| ------------------ | ------------------------------------------ | -------------- | ------------------------------- |
| Soprano o estándar | 33 cm (13″)                                | 53 cm (21″)    | g'c'e'a' o a'd'f#'b'            |
| Concierto          | 38 cm (15″)                                | 58 cm (23″)    | g'c'e'a' o gc'e'a'              |
| Tenor              | 43 cm (17″)                                | 66 cm (26″)    | gc'e'a', g'c'e'a', o d'gbe'     |
| Barítono           | 48 cm (19″)                                | 76 cm (30″)    | dgbe'                           |

Las cuatro dimensiones más comunes de ukelele son: soprano, concierto, tenor, y barítono. Además se han construido otro tipo de ukeleles como los sopraninos (tamaño menor al soprano), ukeleles-bajos y banjoleles. Algunos ukeleles también se encuentran en versiones electroacústicas y se conocen como ukeleles eléctricos.
El ukelele soprano, también llamado estándar en Hawái, es el más pequeño y el ukelele original. En los años 20 fue desarrollado el ukelele concierto, de tamaño un poco mayor y también con un sonido con más cuerpo y profundidad.
A mayor caja de resonancia, el ukelele emite un sonido más cálido. Es por eso que muchos iniciados al ukelele prefieren tamaños de ukelele más pequeños, ya que estos conservan mejor ese tono brillante y exótico tan característico del ukelele. Además, tanto el ukelele soprano, concierto y tenor comparten afinación (conocida como estándar o reentrante). En cambio, el ukelele barítono (de mayor tamaño que el resto), tiene una afinación diferente al resto y equivale a la afinación de las primeras cuatro cuerdas de una guitarra.
Tabla que muestra la típica afinación en C (A, E, C, G) del ukelele en notación inglesa de los 12 primeros trastes:
| Cuerda  | 1.er traste | 2.º traste | 3.er traste | 4.º traste | 5.º traste | 6.º traste | 7.º traste | 8.º traste | 9.º traste | 10.º traste | 11.er traste | 12.º traste |
| ------- | ----------- | ---------- | ----------- | ---------- | ---------- | ---------- | ---------- | ---------- | ---------- | ----------- | ------------ | ----------- |
| I - A   | A#          | B          | C           | C#         | D          | D#         | E          | F          | F#         | G           | G#           | A           |
| II - E  | F           | F#         | G           | G#         | A          | A#         | B          | C          | C#         | D           | D#           | E           |
| III - C | C#          | D          | D#          | E          | F          | F#         | G          | G#         | A          | A#          | B            | C           |
| IV - G  | G#          | A          | A#          | B          | C          | C#         | D          | D#         | E          | F           | F#           | G           |

Tipos de afinación
- Afinación estándar
- Afinación Re 6 reentrante
- Afinación estándar lineal

La afinación estándar es la más común y la más usada de todas las afinaciones para el ukelele. Ya que se utiliza para afinar los ukuleles concierto, soprano y tenor, es decir, se utiliza para 3 de los 4 tamaños principales.

## Galería

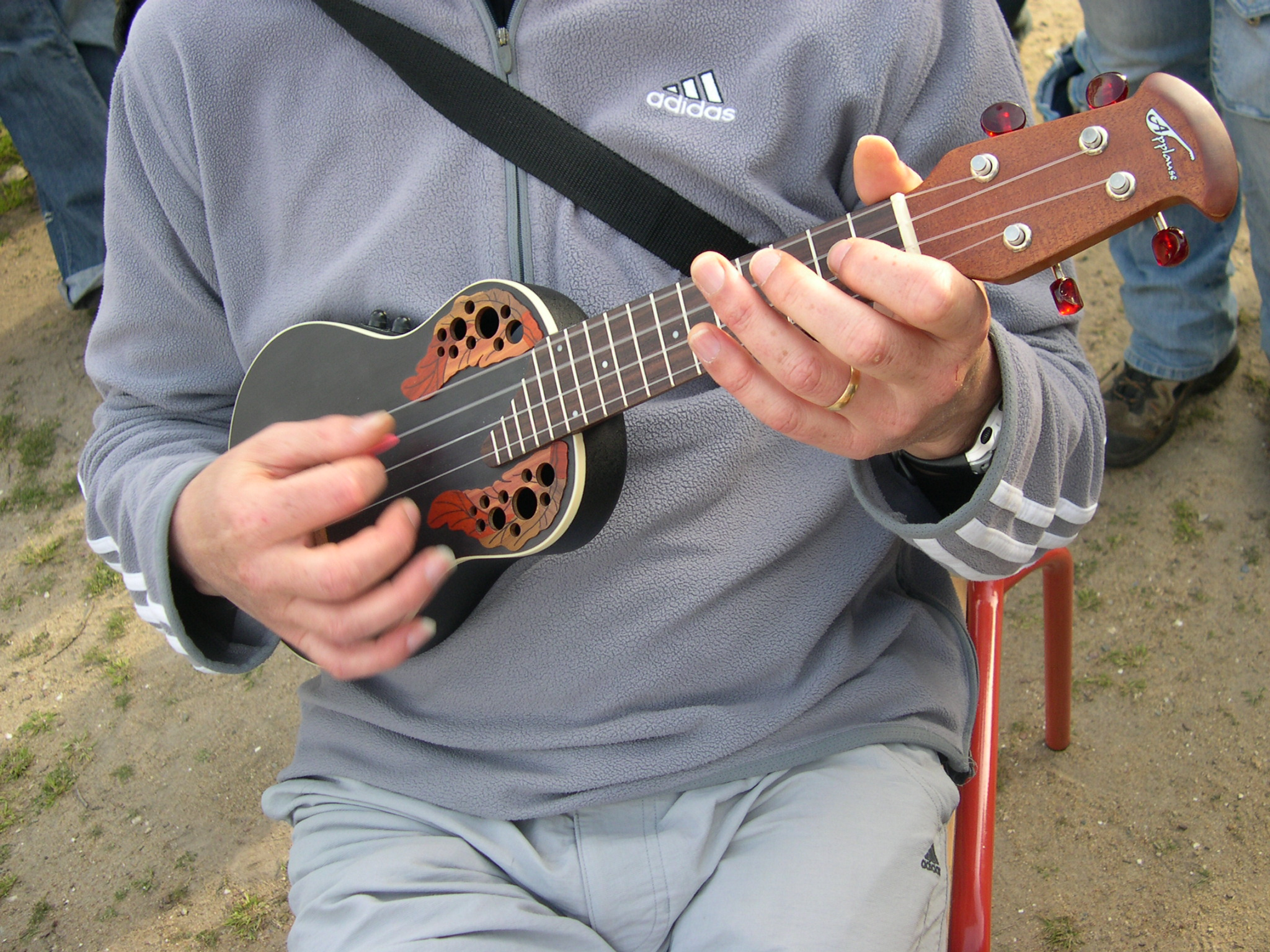
Ukelele electroacústico Applause
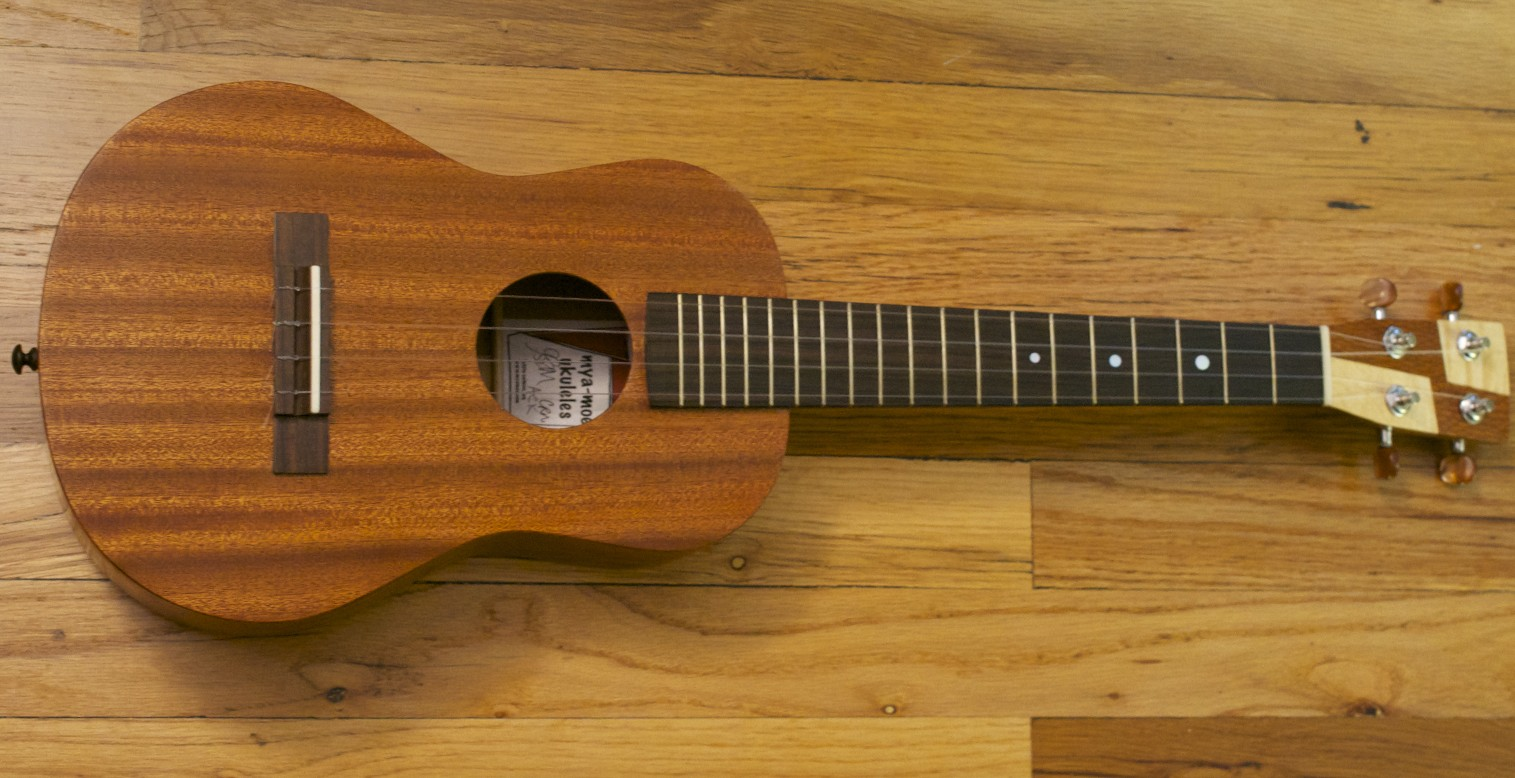
Ukelele soprano Mya-Moe
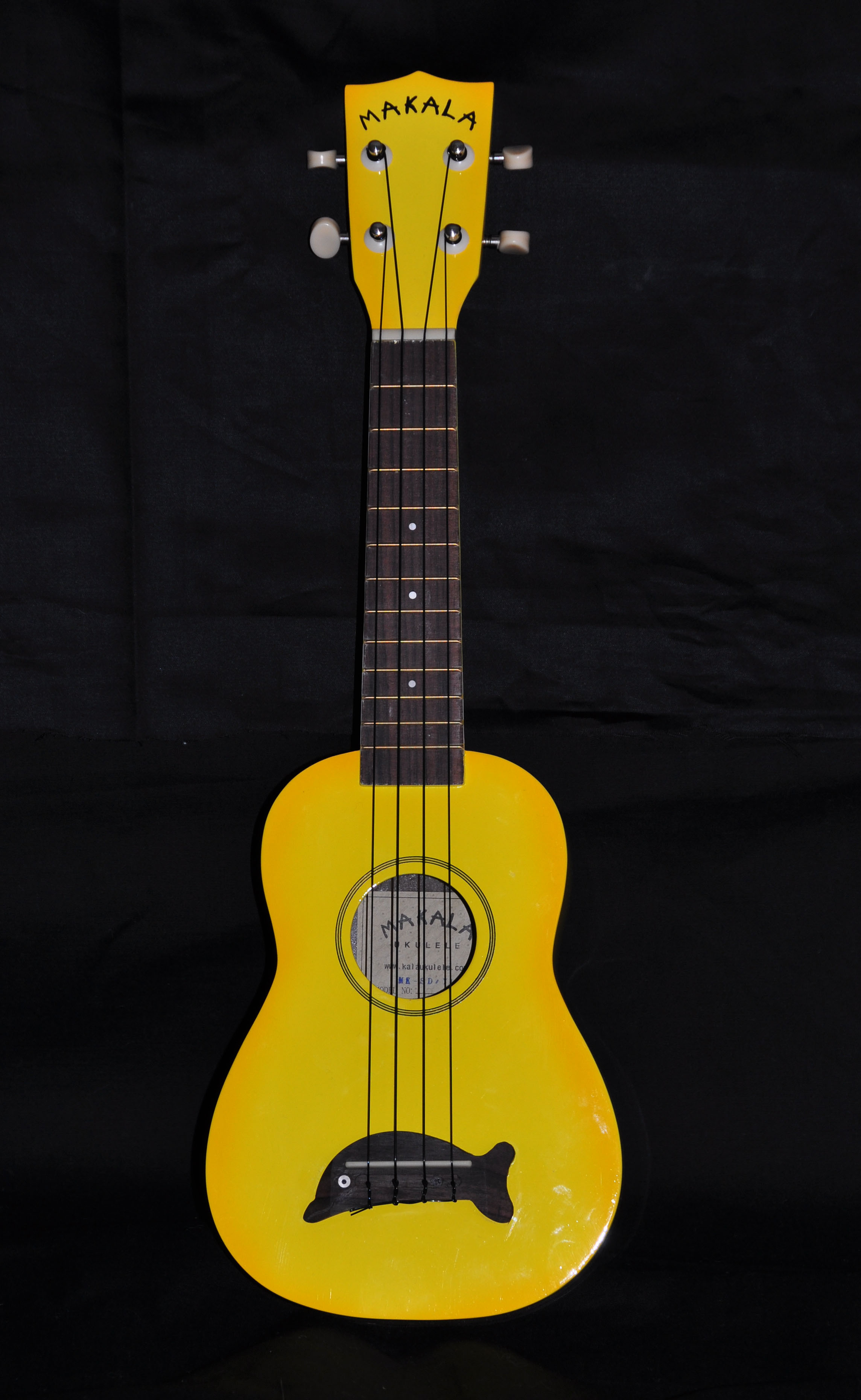
Ukelele soprano Makala
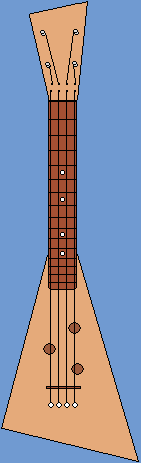
Un ukelele canadiense